# Giairo (nome)
Giairo  è un nome proprio di persona italiano maschile.

## Varianti in altre lingue
- Catalano: Jaire[1]
- Ebraico: יָאִיר (Yair, Ya'ir)[1][2]
- Greco biblico: Ἰαΐρ (Iair)[2], Ἰάϊρος (Iaïros)[2]
- Inglese: Jair[2], Jairus[3]
- Latino ecclesiastico: Iair[2], Iairus[2]
- Portoghese: Jair[2]
  - Portoghese brasiliano: Jair[2]
- Spagnolo: Jairo[1], Jaír[2]
  - Spagnolo latinoamericano: Jair[2], Yair[2]
- Tedesco: Jaïrus

## Origine e diffusione
Deriva dall'ebraico יָאִיר (Yair), che significa "egli (Yahweh) risplende", oppure "Yahweh illuminerà", "Yahwh risveglierà"; è un nome biblico, che nelle traduzioni greche dei testi sacri è presente in due forme, Ἰαΐρ (Iair) e Ἰάϊρος (Iaïros); la prima è veterotestamentaria, portata da un figlio di Manasse e da un giudice d'Israele, mentre la seconda è neotestamentaria, attestata con la figura di Giairo, il padre di una ragazza resuscitata da Gesù.

## Onomastico
Il nome è adespota, ovvero non è portato da alcun santo, quindi l'onomastico ricorre il 1º novembre, giorno di Ognissanti.

## Persone
- Giairo Ermeti, ciclista su strada e pistard italiano

### Variante Jair

Jair Rodrigues

- Jair Bolsonaro, politico e militare brasiliano
- Jair da Costa, calciatore brasiliano
- Jair Gaúcho, calciatore brasiliano
- Jair Jurrjens, giocatore di baseball olandese
- Jair Marinho, calciatore brasiliano
- Jair Marrufo, arbitro di calcio statunitense
- Jair Pereira, allenatore di calcio e calciatore brasiliano
- Jair Rodrigues, cantante e compositore brasiliano
- Jair Rosa Pinto, calciatore e allenatore di calcio brasiliano

### Variante Jairo
- Jairo, cantante argentino

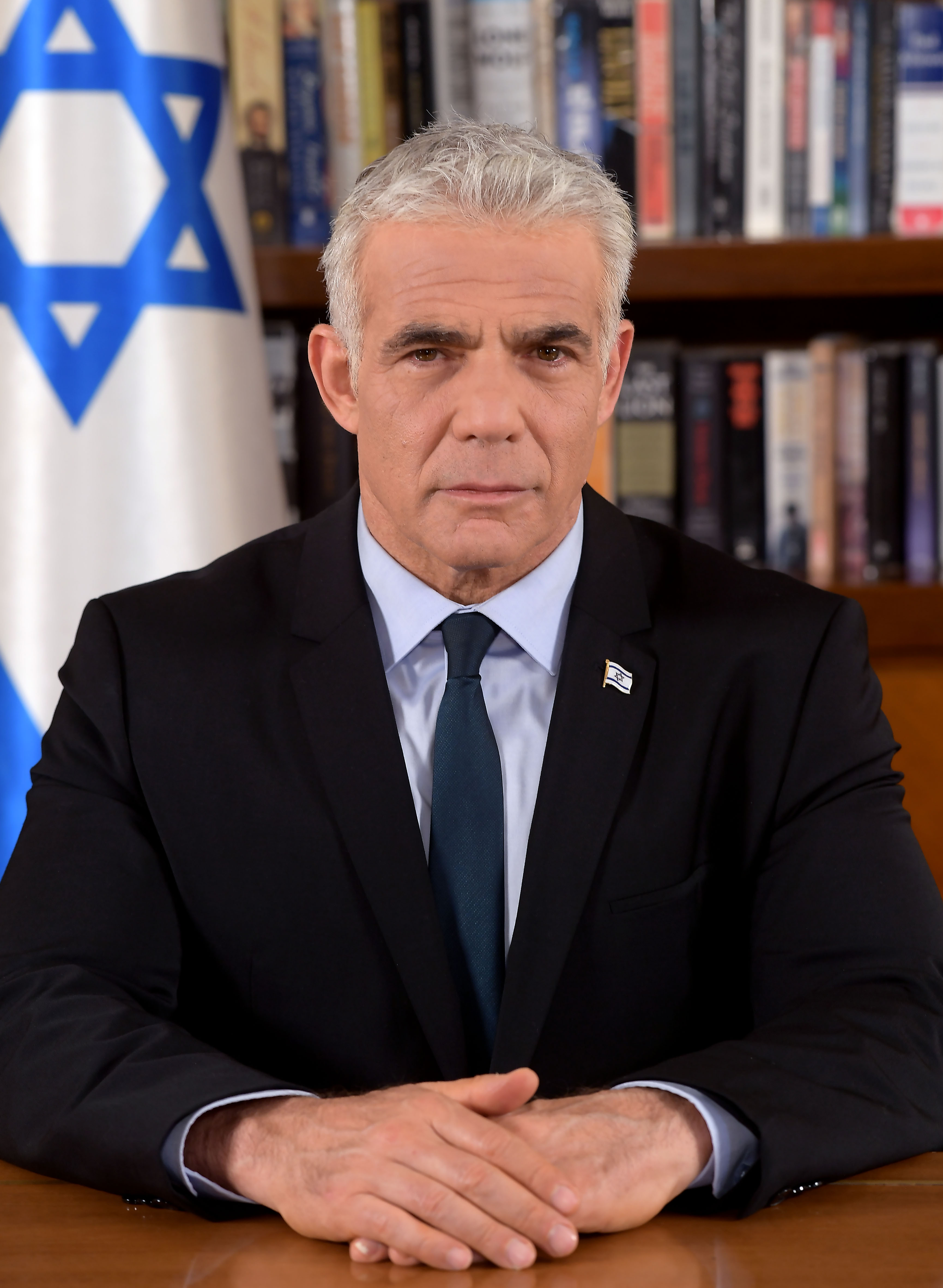
Yair Lapid

- Jairo Arrieta, calciatore costaricano
- Jairo Castillo, calciatore colombiano
- Jairo Guedz, chitarrista brasiliano
- Jairo Riedewald, calciatore olandese
- Jairo Samperio, calciatore spagnolo

### Altre varianti
- Jairus Byrd, giocatore di football americano statunitense
- Yair Lapid, giornalista, scrittore e politico israeliano
- Yair Rodríguez, lottatore messicano
- Yair Tzaban, politico israeliano

## Il nome nelle arti
- Jair Ohmsford è un personaggio della serie di Shannara, scritta da Terry Brooks.